# Ptilogyna ramicornis
Ptilogyna ramicornis är en tvåvingeart som först beskrevs av Walker 1835.  Ptilogyna ramicornis ingår i släktet Ptilogyna och familjen storharkrankar. Inga underarter finns listade i Catalogue of Life.